# International Association of Insurance Supervisors
Die International Association of Insurance Supervisors (IAIS; deutsch Internationale Vereinigung der Versicherungsaufsichtsbehörden) wurde 1994 nach Schweizer Recht gegründet. Sie hat ihren Sitz in Basel, Centralbahnplatz 2, bei der Bank für Internationalen Zahlungsausgleich.

## Organisation
Mitglieder der Vereinigung sind etwa 200 Aufsichtsbehörden aus über 140 Ländern, darunter aus Deutschland das Bundesfinanzministerium und die Bundesanstalt für Finanzdienstleistungsaufsicht (BaFin).
Weiterhin gehören 120 Organisationen der Vereinigung an, die keine aktiven Mitglieder sind, sondern die als Versicherungsunternehmen, Makler oder Wirtschaftsprüfer lediglich einen Beobachterstatus besitzen. 
Die oberste Instanz der IAIS ist das Executive Committee. Diesem obliegt die Leitung und Führung der IAIS. Als Stabsfunktionen sind das Budget Committee (Budgetausschuss) und das Audit and Risk Committee (Prüfungsausschuss) angegliedert.
Unterhalb des Executive Committees befassen sich drei Committees mit der inhaltlichen Arbeit der IAIS: das Policy Development Committee, das Macroprudential Committee und das Implementation and Assessment Committee.